# Peter Hirsch
Peter Bernhard Hirsch FRS (Berlim, 16 de janeiro de 1925) é um físico britânico.

## Vida
Fez contribuições fundamentais para a aplicação da microscopia eletrônica de transmissão em metais. Hirsch frequentou a Sloane School, Chelsea e St Catharine's College, Cambridge. Em 1946 ele se juntou ao Departamento de Cristalografia do Cavendish para trabalhar para um Ph.D. em encruamento em metais sob W. H. Taylor e Lawrence Bragg. Ele posteriormente realizou trabalhos, que ainda são citados, sobre a estrutura do carvão.
Em meados da década de 1950, ele foi pioneiro na aplicação da microscopia eletrônica de transmissão (MET) em metais e desenvolveu em detalhes a teoria necessária para interpretar tais imagens. Em 1965, com Howie, M.J. Whelan, Pashley e Nicholson, publicou o texto Electron microscopy of thin crystals - "Microscopia eletrônica de cristais finos". No ano seguinte, mudou-se para Oxford para ocupar a cadeira Isaac Wolfson em Metalurgia, sucedendo a William Hume-Rothery. Ele ocupou este cargo até sua aposentadoria em 1992, construindo o Departamento de Metalurgia (agora o Departamento de Materiais) em um centro de renome mundial. Entre muitas outras honras, ele recebeu o Prêmio Wolf Foundation de 1983 em física. Ele foi eleito para a Royal Society em 1963 e nomeado cavaleiro em 1975.

Hirsch foi eleito membro da Academia Nacional de Engenharia em 2001 por estabelecer experimentalmente o papel das discordâncias no fluxo plástico e da microscopia eletrônica como ferramenta para pesquisa de materiais. Ele também é membro do St. Edmund Hall, Oxford.